# سلامة الدرعاوي
سلامة الدرعاوي (29 يوليو 1975-) رئيس تحرير صحيفة المقر الإلكترونية وكاتب اقتصادي في صحيفة الغد، ومحلل اقتصادي متخصص. كشف عن مجموعة ضخمة من قضايا الفساد في الأردن أصبحت فيما بعد عناوين للحراك الأردني. وكان أحد من قدموا شهاداتهم بخصوص ملف التحول الإقتصادي الأردني أمام المدعي العام الأردني عام 2013.

## نشأته
ولد الدرعاوي في مدينة السالمية في الكويت عام 1975م. درس في كل من الجاحظ في الدسمة
و سيف الدولة في القادسية والرشيد أيضا في الدسمة. عائلة تتألف من الأب والأم و7 شباب و3 اخوات، أصغرهم سلامة، كان والده كان يعمل في شركة نقاليات في الكويت.
غادرت عائلة الدرعاوي الكويت عام 1991 عائدين إلى الأردن. كان عمره 16 عام وهو بمنتصف الصف الأول ثانوي بالنظام الكويتي، وليكمل الفصل الثاني من الصف العاشر في ثانوية معاذ بن جبل في منطقة مرج الحمام في عمان، حيث أستقرت عائلته. أنهى الثانوية عام 1993 وانضم إلى الجامعة الأردنية تخصص أقتصاد علوم إدارية. تناول مشروع تخرجه الشراكة الأوروبية الأردنية المتوسطة. الأمر الذي جعله يزور صحيفة العرب اليوم الأردنية حيث مركز الدراسات المتخصص بالموضوع ضمن الجريدة. الأمر الذي فتح له لاحقا العمل ضمنها كمتدرب.
حصل على الماجستير في الاقتصاد من الجامعة الأردنية، وعمل رئيسا لقسم الاقتصاد في صحيفة العرب اليوم، ومديرا لتحريرها ونائب لرئيس التحرير، وفي العام 2012م قام بتأسيس صحيفة المقر الالكترونية، برفقة طاهر العدوان، ويعمل مستشارا إعلاميا في الأردن.

## تحقيقاته
شملت تحقيقاته الصحفية ملفات فساد شغلت الرأي العام الأردني منذ بدايات العقد الأول من القرن الواحد والعشرين. فكان مما كشف قضية امنية التي بيعت رخصتها باربعة ملايين دينار أردني لتباع بعد عام بمبلغ 415 مليون دولار لشركة استثمارية خليجية. وشركة الكهرباء التي بيعت بسعر لا يتجاوز 115 مليون دينار دولار في حين أن موجوداتها تتجاوز المليار دينار حيث تم بيعها لشركة «دبي كابيتال» والتي كان يرأسها رئيس وزراء ذو نفوذ قوي،  وكشف ملفي خصصة الفوسفات والبوتاس التي بيع سهمها بـ 5.6 دنانير ليرتفع بعدها إلى 99 دينارا. كما كشف فضيحة هروب خالد شاهين، وكشف استثمار أكرم أبو حمدان لوظيفته فيما عرف بفضيحة موارد.
الدرعاوي صاحب أشهر سبق صحفي في الصحافة الأردنية عندما انفرد بكشف فضيحة الكازينو التي كانت حكومة معروف البخيت الأولى وقعتها في نهاية 2007 والتي اثارة حراكا كبيرا في الشارع الأردني استمر لسنوات طويلة.
وكان الدرعاوي قد كشف أيضا فضيحة صفقة باريس حيث رفضت الحكومة الأردنية عام 2003 تسديد ديون نادي باريس التي تزيد على ملياري دولار بخصم بلغ 34%و طالبت بخصم يصل لنسبة 50% إلا أن فريقا بقيادة باسم عوض الله فاوض نادي باريس على خصم 11%، وعليه قامت الحكومة ببيع ميناء الأردن الوحيد ومعه 3000 دونم بمبلغ بسيط بالكاد يضل 500 مليون فقط وقامت باقتراض باقي المبلغ لاكمال اتفاق تسديد ديون باريس. الأمر الذي أضاع كامل مدخولات برنامج التخاصية. وكشف أيضا ما عرف بقضية اسميك  وهي جزء من جموعة قضايا ذكرت قناة الجزيرة، وغيرها،  أن متنفذين ضمنها كانوا وراء إقالة فارس شرف، محافظ البنك المركزي الأردني. فبعد رفضه طلب رئيس الوزراء معروف البخيت تقديم استقالته في اتصال هاتفي جرى بينها تمت محاصر البنك المركزي بقوات الأمن العام.
وأثار الدرعاوي قضية إحالة الشركة الأمريكية المطورة في العقبة لعطاء تصميم واشراف تطوير المرحلة الثانية لمنطقة العقبة الصناعية الدولية على «مكتب عمان للاستشارات الهندسية وتخطيط المدن» الذي تعود ملكيته لزوجة رئيس مفوضية سلطة منطقة العقبة الاقتصادية الخاصة حسني أبو غيدا وذلك في ما رأه الدرعاوي مخالفة صريحة لقانون سلطة مفوضية العقبة الاقتصادية الخاصة التي حظرت على كافة أعضاء المفوضية وزوجاتهم واقاربهم من الدرجة الأولى ان يكون لهم منفعة في مشاريع داخل العقبة أو علاقة تجارية مع أي مؤسسة مسجلة في المنطقة اثناء مدة عضويتهم (المادة 13/ب). واوقف وقتها رئيس الوزراء المهندس نادر الذهبي احالة عطاء.
كما أثار قضية عرفت بفضيحة ببليسيز، ضمن مهرجان الأردن الثقافي، حيث تولت شركة «ببليسيز» الفرنسية بقيادة موريس ليفي مسألة التعاقد مع الفعاليات الغنائية سواء المحلية ام العربية ام الاجنبية. الشركة هي عبارة عن إحدى كبريات شركات الإعلان والعلاقات العامة في فرنسا، وهي شركة متخصصة بتنظيم الفعاليات المختلفة واقامة المعارض والندوات والاحتفالات ولها باع كبيرة، في اقامة مؤتمرات عالمية كبرى مثل المنتدى الاقتصادي العالمي «دافوس» ومؤتمرات البحر الميت وشرم الشيخ وغيرها. ما أثاره الدرعاوي هو أن موريس ليفي وهو ذات الشخص الذي تراس هيئة احتفالات إسرائيل بالذكرى الـ 60 للنكبة وقيام الكيان الصهيوني. وأظهر أن «ببليسيز» الفرنسية كانت الشركة الرئيسية التي رعت ونظمت احتفالات إسرائيل الستين باحتلال فلسطين،  وجرى تعيين مديرها العام موريس ليفي رئيسا للهيئة المشرفة على هذه الاحتفالات. وقد كان ليفي قد مقالا في صحيفة لوموند الفرنسية قال فيه:«ان إسرائيل بلد صديق، ولد وسط العذاب والالم والاسى فوق ارضه الاصلية، وبالتالي من الطبيعي ان يتم التعبير عن الصداقة له تماما مثلما يحدث مع قريب يحتفل بحدث سعيد». وبصفته عضو المجلس المؤسس للمنتدى الاقتصادي العالمي، كان موريس ليفي قد أطلق مبادرة شخصية في منتدى البحر الميت عام 2005 تتضمن «حملة إعلانية للمصالحة العامة لتشجيع السلام والتفاهم في الشرق الأوسط»، وهي الحملة التي لم تنجح ولم تر النور.